# Hedwig Hoffmann (Politikerin)
Hedwig Hoffmann (* 12. Oktober 1863 in Grebenstein als Hedwig Stiehl; † 12. Dezember 1940 in Bochum) war eine deutsche Politikerin (DNVP).

## Leben und Wirken
Hedwig Stiehl besuchte die Volksschule und eine höhere Mädchenschule. Danach nahm sie an Ausbildungskursen in Gemeindepflege teil. Nach ihrer Hochzeit mit dem Bochumer Schulrat Karl Hoffmann nahm sie dessen Namen an.
Nach dem Ersten Weltkrieg trat Hoffmann in die Deutschnationale Volkspartei (DNVP) ein. 1919 zog sie ins Bochumer Stadtparlament ein, dem sie bis 1932 angehörte. Von 1921 bis 1932 war sie zugleich Abgeordnete im Westfälischen Provinziallandtag. Ferner war sie Vorsitzende des Landesfrauenausschusses und der sozialen Frauengruppe des Stadtverbandes evangelischer Frauenvereine.
Am 27. Dezember 1921 kam Hoffmann im Nachrückverfahren für den verstorbenen DNVP-Reichstagsabgeordneten Clemens von Delbrück in den Reichstag, dem sie in der Folge bis zu den Wahlen vom Mai 1924 als Reichswahlvorschlag angehörte.
Hoffmann betätigte sich zudem publizistisch, insbesondere auf dem Gebiet der Jugendfürsorge.